# 莊太吉
莊太吉（1954年—2022年），台灣木雕藝術家，排灣族人，族名：阿給努，現居於台灣屏東縣來義鄉。

## 簡介
莊太吉於1984年從日新工商夜間部畢業，做過醫院助理、建築業綁鐵工，四十多歲才重拾少年時對雕刻的熱情，透過求教、自習，技藝日漸進步，早年作品以傳統木雕為多，題材多採族人崇敬的百步蛇、太陽等圖騰或尊敬的頭目、頭寇的肖像。後將現代生活融入作品中，風格日益成熟，具設計感，把排灣傳統圖騰與傳說故事，雕刻在作品上，部落內許多木雕都出自其手。
莊太吉除了自習木雕技藝外，亦不吝傳承功夫，於來義國小、國中木雕班指導師，並應原委會擔任社區型木雕技藝講師，後來也在屏東科技大學、雪霸國家公園管理處擔任木雕講師，更被國立台灣工藝研究發展中心肯定，列定為工藝之家。

## 展演記錄
- 2001年　原味木雕創作展－屏東文化局、五行藝術聯展
- 2002年　阿給努木雕師生展－屏東文化局、屏東師院原住民工藝展、屏東明正國中木雕展、來義國中木雕展
- 2003年　山的子民原味木雕創作展－嘉義文化局、來義國小木雕展、總統府藝廊工藝展、高雄海洋技術學院木雕展
- 2004年　山的子民阿給努創作展－屏東文化局、高雄中山工商木雕展、高雄義守大學木雕展、國立工藝研究所文化節工藝博覽會展、中正紀念堂大武山生活風工藝展
- 2005年　高樹元氣館（第二館展覽室）、屏東原住民文化園區行政大樓圓形展示廳「山的子民　阿給努木雕創作展」、屏東文化局　阿給努木雕工藝個展「山的子民　阿給努木雕創作個展」、潮州光春國中創作展、台灣木雕協會會員聯展－嘉義博物館、台灣木雕協會會員聯展－三義木雕博物館
- 2006年　來義鄉推動民俗技藝競賽、漂流木（創意生活、木雕藝術）名師邀請現場創作 館
- 2007年　原住民文化園區富谷灣駐村、木雕現場創作表演

## 得獎記錄
- 1997年　台灣省原住民木雕技藝競賽入選
- 2000年　台灣區木雕創作比賽入選、屏東美展木雕立體類佳作
- 2002年　台灣區木雕創作比賽優選、全國第一屆中華汽車原住民木雕創作比賽佳作、排灣族木雕創作比賽第二名、全國原住民木雕獎立體類第三名
- 2003年　林務局全國漂流木雕創作比賽佳作、全國原住民木雕獎立體類第二名
- 2004年　全國原住民木雕獎現代藝術類第二名
- 2005年　全國原住民木工技藝競賽第三名

## 資料來源
- 國立台灣工藝研究發展中心[永久]
- 台灣工藝生活美學概念館[永久]